# Pulso de derretimiento 1B

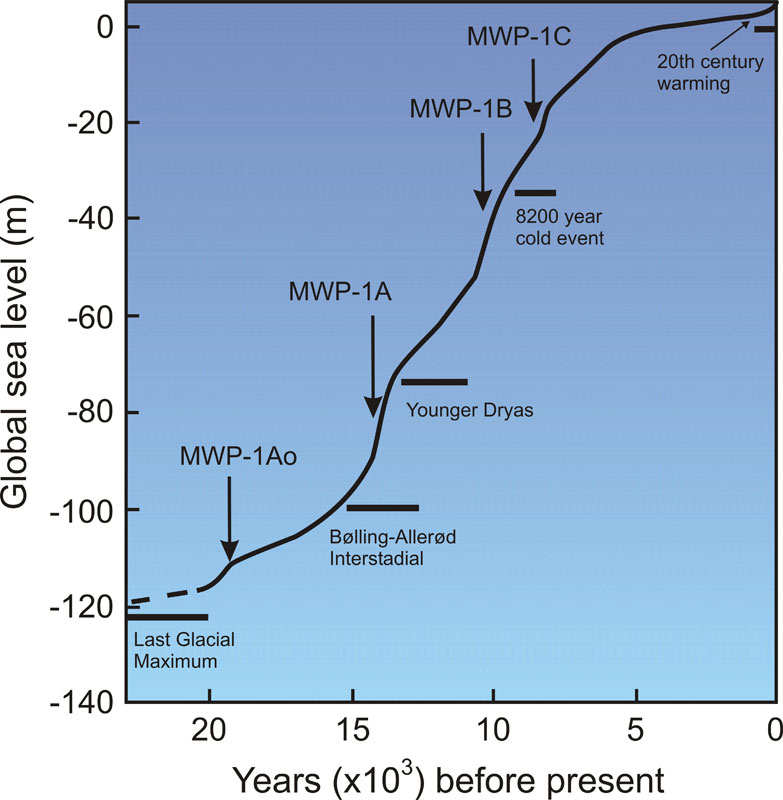
Curva de aumento del nivel del mar posglacial y pulsos de agua de deshielo (MWP).

Pulso de derretimiento 1B (en inglés: Meltwater pulse 1B o MWP1b) es el nombre utilizado por los geólogos, paleoclimatólogos y oceanógrafos del Cuaternario para un período de aumento del nivel del mar posglacial rápido o simplemente acelerado que algunos suponen que ocurrió hace entre 11 500 y 11 200 años calendario a principios del Holoceno y después del final del Joven Dryas. El pulso de agua de derretimiento 1B también se conoce como evento de aumento catastrófico 2 (Catastrophic rise event 2 o CRE2) en el Mar Caribe.
Otros pulsos de derretimiento postglacial con nombre se conocen más comúnmente como pulso de derretimiento 1A0 (pulso de derretimiento 19ka), pulso de derretimiento 1A, pulso de derretimiento 1C, pulso de derretimiento 1D y pulso de derreto,oemtp 2. Este y estos otros períodos de aumento rápido del nivel del mar propuesto se conocen como pulsos de derretimiento porque a causa de estos se produjo una rápida liberación de agua de deshielo en los océanos debido al colapso de las capas de hielo continentales.

## El nivel del mar
Existe un considerable desacuerdo no resuelto sobre la importancia, el momento, la magnitud e incluso la existencia del pulso de derretimiento de agua 1B. Fue reconocido por primera vez por Fairbanks en sus estudios de arrecifes de coral en Barbados . A partir del análisis de datos de núcleos de arrecifes de coral que rodean Barbados, concluyó que durante el pulso 1B , el nivel del mar subió 28 metros en solo 500 años hace unos 11.300 años.
Sin embargo, en 1996 y 2010, Bard y otros publicaron un análisis detallado de los datos de los núcleos de los arrecifes de coral que rodean Tahití. Llegaron a la conclusión de que el pulso de derretimiento 1B fue, en el mejor de los casos, solo una aceleración del aumento del nivel del mar hace unos 11.300 años calendario y, en el peor de los casos, no fue estadísticamente diferente de un aumento constante del nivel del mar entre 11.500 y 10.200 años calendario. Argumentaron que el pulso 1B ciertamente no fue un salto abrupto en el nivel del mar, lo que considerarían como un pulso de derretimiento de agua. Argumentan que los 28 metros de aumento del nivel del mar estimado por Fairbanks a partir de núcleos es un artefacto creado por el levantamiento tectónico diferencial entre diferentes lados de una estructura tectónica que se encuentra entre los dos núcleos de Barbados utilizados para identificar el pulso 1B y calcular su magnitud.
Se han publicado otras estimaciones diferentes sobre la magnitud del pulso 1B. En 2010, Standford y otros encontraron que estaba "expresado de manera sólida" como un intervalo multimilenario de tasas mejoradas de aumento del nivel del mar entre hace 11 500 y 8 800 años calendario con tasas máximas de aumento de hasta 25 mm/año. En 2004, Liu y Milliman volvieron a examinar los datos originales de Barbados y Tahití y reconsideraron la mecánica y la sedimentología del ahogamiento de arrecifes por el aumento del nivel del mar. Concluyeron que el pulso de agua 1B ocurrió hace entre 11 500 y 11 200 años, un intervalo de 300 años, durante el cual el nivel del mar aumentó 13 metros desde −58 metros a −45, dando una tasa anual media de alrededor de 40 mm/año. Otros estudios han revisado la magnitud estimada del pulso 1B a la baja a entre 7,5 metros y menos de 6.

## Fuente(s) de pulso de derretimiento 1B
Dado el desacuerdo sobre su tiempo, magnitud e incluso existencia, ha sido muy difícil delimitar la fuente del pulso de derretimiento 1B. En su argumentación del ajuste isostático glacial global, Peltier supuso que la fuente predominante de MWP-1B era la capa de hielo antártica. Sin embargo, en sus documentos no se proporciona ninguna justificación para esta suposición. Además, Leventer y otros autores argumentan que el momento de la desglaciación en el este de la Antártida coincide aproximadamente con el inicio del pulso de agua de deshielo 1B y que la capa de hielo de la Antártida es una probable fuente. Finalmente, McKay, entre otros, sugirieron que el retroceso de la capa de hielo de la Antártida occidental pudo haber suministrado el agua de derretimiento necesaria para iniciar el pulso 1B de agua de deshielo.
Sin embargo, estudios posteriores relacionados con la datación por exposición superficial de glaciares erráticos, nunataks y otras exposiciones anteriormente glaciadas utilizando datación cosmogénica contradecían los argumentos y suposiciones anteriores. Estos estudios concluyeron tentativamente que la cantidad real de adelgazamiento de la capa de hielo de la Antártida Oriental es demasiado pequeña, de 50 a 200 metros y probablemente demasiado gradual y demasiado tardía para haber contribuido con una cantidad significativa de agua de deshielo al pulso de derretimiento 1B. También concluyeron que el retroceso y el adelgazamiento de la capa de hielo se aceleraron para la capa de hielo de la Antártida Occidental solo después de hace 7.000 años. Aunque otros investigadores han llegado a la conclusión de que el descenso abrupto de la capa de hielo Laurentide podría haber sido suficiente para haber sido responsable del pulso 1B del agua de deshielo, sus fuentes siguen siendo un misterio sin resolver. Por ejemplo, una investigación reciente en la Antártida occidental encontró que se produjo suficiente desglaciación contemporánea con el pulso 1B del agua de deshielo para explicar fácilmente este rápido período de aumento global del nivel del mar.

## Eventos de superinundación del río Misisipi MWF-5
Afortunadamente, en los sedimentos de la plataforma y el talud continental de Luisiana, incluidas las cuencas de Orca y Pigmeo, dentro del Golfo de México, se puede encontrar una variedad de indicadores paleoclimáticos y paleohidrológicos, que se pueden usar para reconstruir la descarga prehistórica del río Misisipi. Estos registros han sido utilizados por geólogos, paleoclimatólogos y oceanógrafos del Cuaternario para reconstruir tanto la duración como la descarga de la desembocadura del río Misisipi prehistórico para los períodos glacial tardío y posglacial, incluida la duración del pulso de derretimiento 1B. La cronología de los eventos de inundación encontrados por el estudio de numerosos núcleos en la plataforma continental y el talud de Luisiana concuerdan en el momento de los pulsos de derretimiento de agua. Por ejemplo, el pulso de derretimiento 1A en el registro de coral de Barbados coincide bastante con un grupo de dos eventos separados de inundación de agua de deshielo del río Misisipi, MWF-3 (hace 12.600 años de radiocarbono) y MWF-4 (hace 11.900 años de radiocarbono). Además, el pulso de derretimiento 1B en el registro de coral de Barbados coincide con un grupo de cuatro eventos de superinundación del río Misisipi, MWF-5, que ocurrieron hace entre 9.900 y 9.100 años de radiocarbono. En 2003, Aharon informó que el evento de inundación MWF-5 consta de cuatro superinundaciones separadas y distintas en 9.970-9.870; 9.740-9.660; 9.450-9.290; y hace 9.160-8.900 años de radiocarbono. Se estima que la descarga en la desembocadura del río Misisipi durante tres de las cuatro superinundaciones de MWF-5 varió entre 0,07 y 0,08 sverdrups (millones de metros cúbicos por segundo). Se estima que la superinundación de hace 9450-9290 años de radiocarbono tuvo una descarga de 0,10 sverdrups. Esta investigación también muestra que las superinundaciones de Misisipi de MWF-5 ocurrieron durante el Preboreal. La misma investigación encontró una ausencia de inundaciones de agua de deshielo o superinundaciones que descargan en el Golfo de México desde el río Misisipi durante los mil años anteriores, lo que se conoce como evento de cese, que corresponde con el estadio Joven Dryas.
Los depósitos del Pleistoceno que cubrieron la plataforma continental en de Luisiana y la pendiente entre la desembocadura del río Misisipi y las cuencas de Orca y Pigmeo consisten en gran parte en sedimentos transportados por el río Misisipi mezclados con adiciones variables de carbonato local generado biológicamente. Debido a esto, la procedencia del agua de deshielo y las superinundaciones se puede inferir fácilmente a partir de la composición del sedimento. La composición de los sedimentos traídos al Golfo de México y depositados en la plataforma continental y el talud de Luisiana durante las superinundaciones de MWF-5 reflejan un cambio abrupto en la mineralogía, el contenido fósil, la materia orgánica y cantidad después de hace 12 900 años al principio. del intervalo del Joven Dryas.
En primer lugar, después de hace 12.900 años, los sedimentos ricos en esmectita del drenaje del río Misuri son progresiva y rápidamente reemplazados por sedimentos, que están asociados con la región de los Grandes Lagos y más al sur a lo largo del río Misisipi, como lo indica su mineralogía arcillosa. En segundo lugar, después de hace 12.900 años calendario, la cantidad total de sedimentos transportados por el río Misisipi disminuye abruptamente con una proporción correspondiente y significativamente mayor de carbonato y materia orgánica generados biológicamente producidos localmente. En tercer lugar, después de hace 12.900 años calendario, varios análisis, por ejemplo La relación C/N y la pirólisis Rock-Eval, indican que el tipo de materia orgánica presenta cambios desde materia orgánica que fue reelaborada de formaciones antiguas por glaciares a materia orgánica del del Holoceno bien conservada que es principalmente de origen marino. Finalmente, después de hace 12.900 años, la presencia de nanofósiles reelaborados desaparece de los sedimentos que se acumulan en la plataforma y el talud continental de Luisiana.
Los cambios anteriores en la naturaleza de la acumulación de sedimentos indican que después del comienzo del Joven Dryas, la ruta sur para el agua de deshielo de la capa de hielo Laurentide quedó bloqueada en gran medida. En las raras ocasiones en que podía fluir hacia el sur, el agua de deshielo glacial fluía a través del lago Agassiz y, a veces, de los Grandes Lagos hasta el río Misisipi. A medida que el agua se movía a través del lago Agassiz u otros lagos proglaciales, atraparon y eliminaron por completo cualquier flujo glacial y el material orgánico reelaborado más antiguo y los nanofósiles reelaborados que contenía el flujo exterior. Como resultado, el sedimento transportado por el río Misisipi después del comienzo del Joven Dryas consistía en sedimentos enriquecidos con ilita y clorita de la región de los Grandes Lagos que carecían de nanofósiles reelaborados. Estos cambios argumentan que las superinundaciones de MWF-5 que alimentaron el puso de derretimiento B están relacionadas con períodos extraordinarios de descarga de agua de deshielo hacia el sur a través del lago Agassiz, períodos no glaciales de descarga mejorada por el clima dentro de la cuenca del río Misisipi, o una combinación de ambos.

## Eventos de descarga de icebergs antárticos
En el caso de la capa de hielo de la Antártida, también está disponible un registro de alta resolución, bien fechado y equivalente de la descarga de icebergs de varias partes de la capa de hielo de la Antártida durante los últimos 20.000 años. La investigación realizada por Weber y otros construyó un registro a partir de las variaciones en la cantidad de escombros arrastrados por icebergs en función del tiempo y otros indicadores ambientales en dos núcleos tomados del fondo del océano dentro de Iceberg Alley del Mar de Weddell . Los núcleos de sedimentos del fondo del océano dentro de Iceberg Alley brindan una señal espacialmente integrada de la variabilidad de la descarga de icebergs en las aguas marinas por parte de la capa de hielo antártica porque es una zona de confluencia en la que los icebergs desprendidos de toda la capa de hielo antártica se desplazaron a lo largo de las corrientes., convergieron y salieron del mar de Weddell hacia el norte hacia el mar de Scotia.
Hace entre 20.000 y 9.000 años, Weber y otros documentaron ocho períodos bien definidos de mayor desprendimiento y descarga de icebergs de distintas partes de la capa de hielo antártica. Cinco de estos períodos, AID5 a AID2 (eventos de descarga del iceberg antártico en sus siglas en inglés), son comparables en duración y tienen un tiempo de repetición de alrededor de 800 a 900 años. El mayor de los eventos de descarga de icebergs antárticos es AID2. Su intensidad máxima de hace unos 11.300 años calendario, que es coincide con el pulso de derretimiento de agua  1B en el registro del nivel del mar de Barbados, es consistente con una contribución significativa de la Antártida al pulso 1B de agua de deshielo. La falta de una respuesta del nivel del mar en el registro de coral de Tahití podría indicar una respuesta regional específica del nivel del mar a un evento de desglaciación solo del sector del Pacífico de la capa de hielo de la Antártida.